# إمبي (برمجيات)
إمبي (المعروف سابقًا باسم متصفح الوسائط )  هو خادوم وسائط مصمم لتنظيم وتشغيل وبث الصوتيات والفيديو إلى مجموعة متنوعة من الأجهزة. الكود المصدري لإمبي مفتوح في غالبه مع بعض المكونات المُغلقة المصدر اعتبارًا من أغسطس 2017  ، ومع ذلك فإن إصدارات البرنامج المنشورة عبر موقع إمبي الإلكتروني هي ملكية خاصة  ولا يمكن نسخها من المصدر نظرًا لكون نصوص الإنشاء ملكية أيضًا.
واعتبارًا من الإصدار 3.5.3 تم إعادة ترخيص إمبي وأصبح الآن مُغلق المصدر، في حين سيتم نقل المكونات مفتوحة المصدر منه إلى الإضافات. ويستخدم إمبي نموذج الخادوم والعميل .
تم تطوير خادوم إمبي لأنظمة ويندوز ولينكس وماك أو إس وفري بي إس دي. ويمكن للمستخدمين الاتصال بالخادوم من عميل متوافق، متاح على مجموعة واسعة من الأنظمة الأساسية بما في ذلك HTML5 ، وأنظمة الهواتف الذكية مثل أندرويد وآي أو إس ، وأجهزة البث مثل روكو ، و أمازون فاير تي في ، و كروم كاست ، و أبل تي في ، وأنظمة التلفزيون الذكية مثل تلفاز إل جي الذكي و تلفاز سامسونج الذكي ومنصات ألعاب الفيديو بما في ذلك إكس بوكس 360 وإكس بوكس ون .

## روابط خارجية
- الموقع الرسمي